# 픽셀 (1세대)
구글 픽셀(Google Pixel)과 구글 픽셀 XL(Google Pixel XL)은 구글이 설계, 개발한 안드로이드 스마트폰이다. 2016년 10월 4일 언론 행사 중에 발표되었으며 구글 픽셀 하드웨어 계열 중 최초의 스마트폰으로 간주된다. 구글 픽셀과 픽셀 XL의 현재 통신사는 버라이즌과 프로젝트 Fi이다.
픽셀의 본체는 알루미늄으로 구성되며 뒷면은 유리 패널로 되어 있고, USB 타입-C 단자, 3.5 밀리미터의 폰 커넥터, 12.3 메가픽셀의 후방 카메라가 탑재되어 있다. 이 장치는 런칭을 할 때 특별한 소프트웨어 기능들이 포함되어 있었는데 여기에는 안드로이드의 7.1 "Nougat" 업데이트, 구글 어시스턴트 연동, 실시간 기술 지원 서비스, 무제한 전체 해상도 구글 포토 백업이 있다.
픽셀은 긍정적인 평가를 받았다. "구매 가능한 최고의 안드로이드 전화"로 칭송받으며 카메라 품질과 성능에서 좋은 평가를 받았다. 비평도 있었는데 여기에는 높은 가격과 방수 기능의 결여가 포함되며 일부 평론가들은 애플의 아이폰과 디자인이 비슷하다고 지적하였다. 픽셀은 출시 이후 여러 문제에 봉착하였는데, 후방 카메라를 통해 사진 캡처 시 과도한 플레어 현상이 발생하였는데 여기에는 일부 모바일 데이터 대역에서의 연결 문제, 불안정한 블루투스 연결, 예측치 못한 배터리 셧다운, 마이크 실패가 포함된다. 구글은 이 문제들 중 대부분을 인지하고 픽스를 출시하였다.

## 통신사
모든 픽셀, 픽셀 XL 모델은 멀티 밴드 장치이다.
| 지역 | 모델     | 모델      | 대역           | 대역                   | 대역                       | 대역                                  | 대역                              |
| 지역 | 이름     | 번호      | CDMA2000 (MHz) | GSM (MHz)              | UMTS (MHz)                 | 롱 텀 에볼루션 (E-UTRA 대역 번호)     | 롱 텀 에볼루션 (E-UTRA 대역 번호) |
| ---- | -------- | --------- | -------------- | ---------------------- | -------------------------- | ------------------------------------- | --------------------------------- |
| 미국 | Pixel    | G-2PW4100 | 800/1900       | 850/900/1800/1900/2100 | 850/900/1700/1900/2100     | 1-5, 7-8, 12-13, 17, 20, 25-26, 28-30 | 41                                |
| 미국 | Pixel XL | G-2PW2100 | 800/1900       | 850/900/1800/1900/2100 | 850/900/1700/1900/2100     | 1-5, 7-8, 12-13, 17, 20, 25-26, 28-30 | 41                                |
| 국제 | Pixel    | G-2PW4200 | 빈칸           | 850/900/1800/1900/2100 | 800/850/900/1700/1900/2100 | 1-5, 7-8, 12-13, 17-21, 26, 28, 32    | 38-41                             |
| 국제 | Pixel XL | G-2PW2200 | 빈칸           | 850/900/1800/1900/2100 | 800/850/900/1700/1900/2100 | 1-5, 7-8, 12-13, 17-21, 26, 28, 32    | 38-41                             |

## 같이 보기
- 구글 넥서스
- 구글 플레이 에디션

## 추가 정보
- (영어) Android Authority Review